# Dendrocygna guttata
Dendrocygna guttata е вид птица от семейство Патицови (Anatidae).

## Разпространение
Видът е разпространен в Австралия, Индонезия, Папуа Нова Гвинея и Филипините.